# Amadís de Gaula

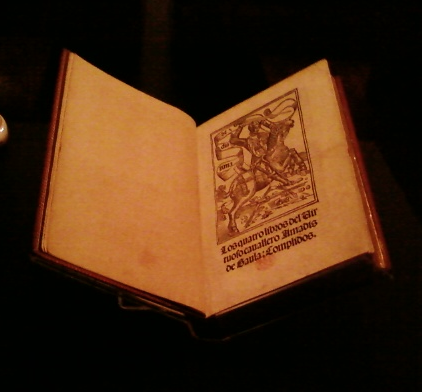
Erstausgabe von 1508.

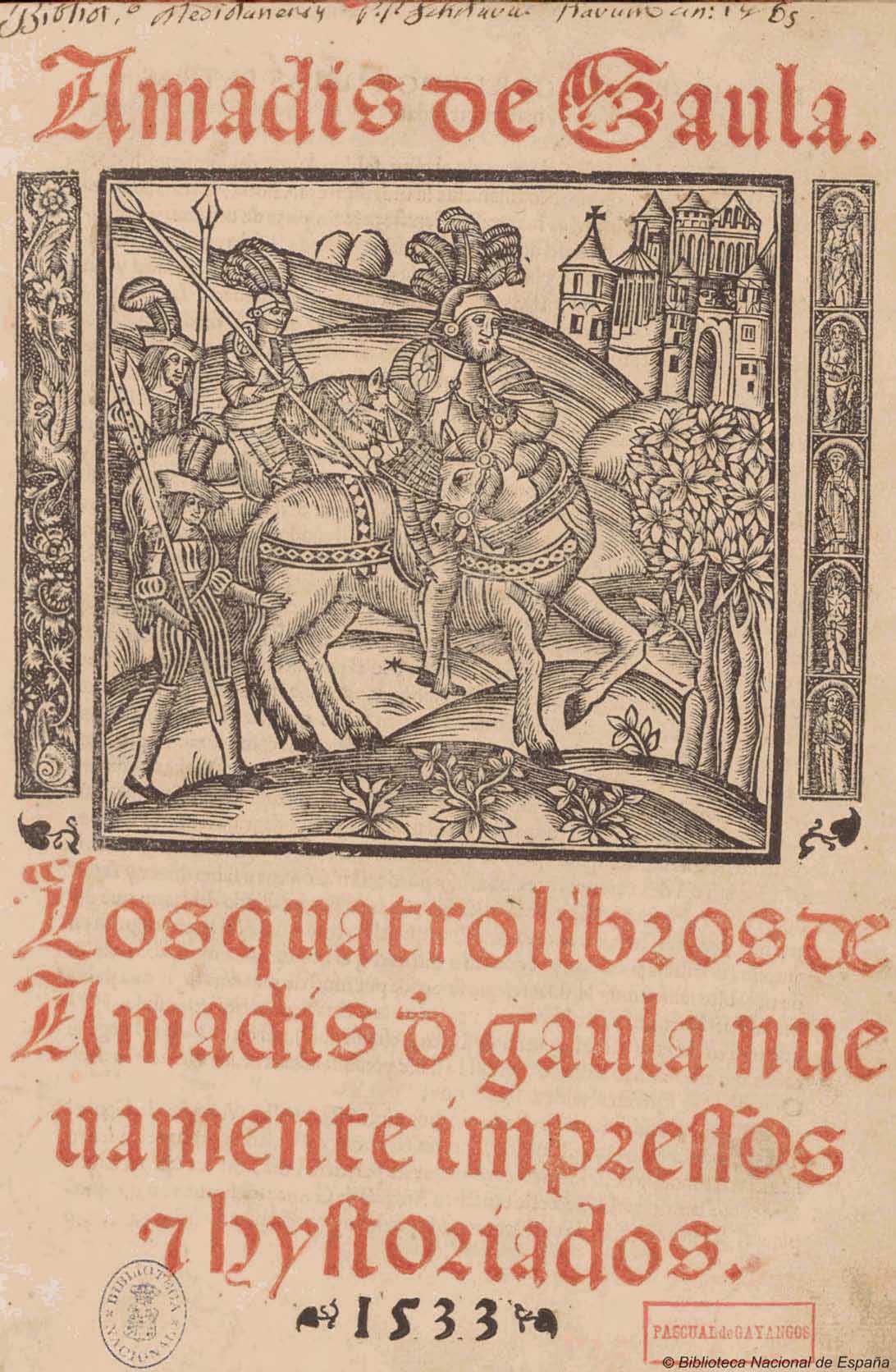
Titelblatt einer Spanischen Amadis-Ausgabe des Jahres 1533

Amadis de Gaula (auch eingedeutscht Amadís von Gallien) ist der Held eines Ritterromans, der – zusammen mit seinen vielen Erweiterungen und Fortsetzungen – in der Renaissance eine der beliebtesten Lektüren in Westeuropa bildete.

## Inhalt des Prosaromans
Der Prosaroman schildert die Heldentaten und Tugenden des Titelhelden und beruht auf dem Stoff der Artussagen.
Amadis ist der Sohn des Königs Perion von Gaula und der britischen Prinzessin Elisena; er wird als Säugling ausgesetzt und nach Schottland verschlagen. Dort verliebt er sich in Oriana, die Tochter des Königs Lisuart von England. Schließlich kann er Oriana ehelichen.
„Gaula“ wird herkömmlicherweise teils als Gallien (Frankreich) und teils als keltisches Wales identifiziert. Nach Edwin Place interpretiert man es jedoch am besten als ein fiktionales Königreich innerhalb Britanniens.

## Vorläufer
Nach Meinung des Schriftstellers und Privatgelehrten Santiago Salvador könnte die Idee des Romans und eine gedichtete Urfassung des Amadis de Gaula von Heinrich von Kastilien (1230–1304) stammen, einem Sohn des Königs Ferdinand III. von Kastilien. Er hatte als umherziehender Ritter England, Frankreich, Italien, Tunis, Konstantinopel und die Inseln des Mittelmeers bereist und in der Schlacht bei Tagliacozzo als Anführer der Reiterei von Konradin von Hohenstaufen, seinem Vetter, gekämpft. Den Amadis kann er während seiner langjährigen Haft in Canosa di Puglia und Castel del Monte geschrieben haben. In Italien war Heinrich von Kastilien ein anerkannter Dichter. In der Forschung werden verschiedene portugiesische Dichter des 14. Jahrhunderts als mögliche Verfasser einer Urfassung des Romans diskutiert.
Aus der Urfassung des 14. Jahrhunderts, deren Text nicht bekannt ist, entstanden zwei Jahrhunderte später die Amadisromane. Die frühesten bekannten Textfragmente, die aus einer Vorläuferfassung der Erzählung stammen, werden auf das erste Viertel des 15. Jahrhunderts datiert.

## Amadisromane
Hierunter versteht man eine Gruppe von Ritterromanen, die im Europa des Spätmittelalters äußerst populär waren. Sie gehen zurück auf einen portugiesischen Prosaroman, der wohl um 1370 von Vasco de Lobeira geschrieben wurde, wahrscheinlich aber ältere Vorläufer hatte. Dieser hatte den Titel Amadis de Gaula und bestand aus drei (oder vier) Bänden. Diese Urfassung ist nicht erhalten; als älteste erhaltene Bearbeitung gilt die Fassung des Spaniers Garci Rodríguez de Montalvo von 1508.
Die Fassung Montalvos war überaus erfolgreich und die Grundlage für die Blüte des Genres des spanischen Ritterromans im Siglo de Oro. In den folgenden Jahrzehnten erschienen nicht nur zwanzig weitere Ausgaben, sondern sieben zusätzliche Bände, in denen die Familiengeschichte der Amadis-Nachkommen ausführlich dargestellt und ausgeschmückt wurde. Bereits Montalvo hatte einen weiteren Band hinzugefügt. Gleichzeitig erfuhren die Romane zahlreiche Übersetzungen sowie Umarbeitungen und Fortsetzungen in fremden Sprachen, die schließlich zum Roman der Barockzeit überleiteten.
Bereits Montalvos Erweiterung enthielt die Geschichte des Esplandian, des ältesten Sohns Amadis’ und Orianas, nach ihm haben andere die Nachkommenschaft des alten Helden vermehrt. Weitere Bücher schilderten die Geschicke seines Neffen Florisando, dann die des Lisuarte von Griechenland, eines Sohnes des Esplandian, und die Abenteuer des Amadis von Griechenland, eines Urenkels des gallischen Helden. Es folgten Don Florisel de Niquea und Anaxartes, Sohn des Lisuarte, deren Geschichten mit denen der Kinder des letzteren das 9. bis 11. Buch füllten. Ein 12. Buch endlich, das 1549 gedruckt wurde, berichtete die Taten des Don Silves de la Selva.
Die Mode der Amadisromane war im Abebben, als Cervantes ihnen den Todesstoß versetzte: Er bezog sich im Don Quijote ausdrücklich auf Amadis und machte das Thema lächerlich.

## Rezeption
Wie der Name des Helden andeutet, stammt der Amadisroman aus der Tradition der keltischen Artussagen, tatsächlich aber sind die Unterschiede beträchtlich: Die Helden werden idealisiert – Amadis selbst ist edel, stark, keusch und unbesiegbar. Keuschheit und Ritterlichkeit sind die Stichworte für ein gewandeltes Ethos, die mittelalterliche Treue zum Lehnsherrn wird abgelöst durch die Verpflichtung gegenüber dem König (der Absolutismus Philipps II. kündigt sich an).
Die Figur des Amadis war in der Renaissance sehr beliebt. In die französische Sprache gingen in der Folge Wörter ein wie amadis ‚ritterlicher Mann, verführerischer Mann‘, amadisé ‚erlesen; anmaßend, pompös, geschraubt‘, amadisien ‚ritterlich‘ und amadiser ‚verführen‘. Die Beliebtheit hielt sich auch in der Barockzeit: Ausgehend von der 1684 uraufgeführten, von Jean-Baptiste Lully komponierten Oper Amadis, in welcher die Hauptfigur ein Kleid mit engen Ärmeln trug, wurde amadis zum Wort für den ‚engen Hemd- oder Halbärmel‘ und schließlich in der Verkleinerungsform Amadīsli u. ä. in den oberdeutschen Dialekten des Elsass (Elsässisch) und der Stadt Basel (Baseldeutsch) für den ‚Pulswärmer‘.
1771 veröffentlichte Christoph Martin Wieland die Erzählung Der neue Amadis, die explizit auf Amadis de Gaula Bezug nimmt.

## Opernbearbeitungen
- Amadis (1684) von Jean-Baptiste Lully
- Amadis de Grèce (1699) von André Cardinal Destouches
- Amadigi di Gaula (1715) von Georg Friedrich Händel
- Amadis de Gaule (1779) von Johann Christian Bach
- Amadis (postum 1922) von Jules Massenet

## Hörspielbearbeitungen
- Amadis von Gallien, Rundfunk der DDR, 1981, Regie: Horst Liepach

## Ausgaben
- Amadís: Amadís von Gallien, nach alten Chroniken überarb., erw. u. verb. durch Garcí Ordonez de Montalvo im Jahre 1508. Hrsg. u. übersetzt von Fritz Rudolf Fries. [Übertragung der Gedichte von Eberhard Wesemann]. 2. Auflage, Insel-Verlag, Leipzig 1985.
- Amadis des Gaules. [Hrsg.: Mademoiselle de Lubert]. [Mikrofiche-Ausg.]. Aus dem Spanischen übersetzt. Mikrofiche-Ausgabe: Belser, Wiss. Dienst, Wildberg 1989–1990. Jolly, Amsterdam, ISBN 3-628-55031-9